# Janusz Zarenkiewicz
Janusz Zarenkiewicz est un boxeur polonais né le 3 août 1959 à Nowy Las.

## Carrière
Sa carrière amateur est principalement marquée par une médaille de bronze remportée aux Jeux olympiques de Séoul en 1988 en poids super-lourds.

### Jeux olympiques
- Médaille de bronze en +91 kg aux Jeux de 1988 à Séoul